# Scotonycteris
Scotonycteris — рід рукокрилих, родини Криланових, що об'єднує 2 види тварин, які проживають у Західній та Центральній Африці.

## Морфологія
Морфометрія. У S. zenkeri довжина голови й тіла: 65—80 мм, довжина передпліччя: 47—55 мм. У S. ophiodon довжина голови й тіла: 104—143 мм, довжина передпліччя: 72—88 мм. Хвіст рудиментарний.
Опис. Забарвлення червонувато-коричневе, іржаво-коричневе чи темно-коричневе зверху і блідіше знизу. При основі вух є невеликі білі клапті.

## Поведінка
Обидва види є солітарними деревними мешканцями.

## Види
- Scotonycteris
  - Scotonycteris ophiodon
  - Scotonycteris zenkeri